# Curtea Veche nr. 43
Curtea Veche nr. 43 a fost o formație românească de muzică rock, care a activat în anii 1970.
Înființată la sfârșitul anului 1970 în formulă de trio: Sorin Chifiriuc (chitară), Traian Sasu (baterie) și Nicușor Curta (chitară bas). Ulterior, Curta este înlocuiut de Florin Iordănescu, iar Florin Ochescu este cooptat ca chitarist. De-a lungul anilor vor mai avea loc și alte schimbări de formulă, interesantă fiind și colaborarea cu Mircea Florian, care a contribuit nu numai muzical ci și cu versuri.
Formația semnează alaturi de Mircea Florian și Trupa Labirint, coloana sonora a filmului Mânia din 1978. Exista înregistrarea pe YouTube.
Formația a efectuat unele înregistrări la radio, și a apărut sporadic și la televiziune, de exemplu în cadrul emisiunii Club T.

## Discuri
- apariție cu piesa Imn-Proiect pe discul Electrecord colectiv „Formații românești pop”, vol. II. (1976)